# چاه‌های سنگی کنجدی
چاه‌های سنگی کنجدی مربوط به دوره ساسانیان است و در شهرستان استهبان، بخش رونیز، دهستان خیر، روستای ماهفرخان، روبروی کوه خواجه خضر، دامنه غربی کوه کنجدی، جنب ایستگاه مخابرات واقع شده و این اثر در تاریخ ۱۵ دی ۱۳۸۷ با شمارهٔ ثبت ۲۴۱۹۶ به‌عنوان یکی از آثار ملی ایران به ثبت رسیده‌است.